# King's Bounty II
King's Bounty II est un jeu vidéo de rôle tactique au tour par tour développé par 1C Entertainment et édité par Deep Silver qui sortira sur Nintendo Switch, Microsoft Windows, PlayStation 4 et Xbox One en août 2021. Il s'agit d'une suite au premier jeu King's Bounty sorti en 1990, mais également de King's Bounty, King's Bounty: The Legend, un jeu sorti en 2008. Il fait partie de la série de jeux vidéo Heroes of Might and Magic. Le jeu possède des graphismes amélioré et le gameplay de base de King's Bounty. King's Bounty II a été initialement annoncé pour Microsoft Windows, PlayStation 4 et Xbox One le 14 août 2019. La version Nintendo Switch a été annoncée le 26 mars 2020 avec la présentation de la Nintendo Direct Mini.